# Erholungsgesellschaft
Die Erholungsgesellschaft war ein Verein, deren Mitglieder dem Bürgertum in Weimar angehörten.
Er ging 1817 aus der bürgerlichen Vereinigung „Ressource“, die 1799 gegründet worden war, hervor. Unter den Mitgliedern waren Clemens Wenzeslaus Coudray, Johann Nepomuk Hummel und Franz Liszt. Er war Teil einer sich erst langsam herausbildenden Weimarer stadtbürgerlichen Vereinskultur. Dominiert wurde er von der staatlichen Beamtenschaft, wenngleich später auch Mitglieder des Kaufmannstandes, Künstler und Schriftsteller etc. hinzukamen. Die Gesellschaft stand wohl auch in der Gunst des Weimarer Hofes, da dieser der Gesellschaft die Eigenschaft einer „juristischen Persönlichkeit gnädigst verliehen“ hatte.
Der Bereich, der seit 1804 der Erholungsgesellschaft gehörte und den diese in einen Park umgestaltete, war zuvor Garten von dem Märchenerzähler Johann Karl August Musäus. Hier ließ 1827 Großherzog Carl August das Euphrosyne-Denkmal zu Ehren der jung verstorbenen Schauspielerin Christiane Becker-Neumann aufstellen. Das Original befindet sich auf dem Historischen Friedhof in Weimar. Goethe, Franz Kirms und Karl August Böttiger ermöglichten durch das Sammeln von Geldspenden, dass im Jahre 1800 auf dem Rosenhügel am Rothäuser Garten, einem jetzt nicht mehr zum Park gehörenden östlichen Berghang, das nach Johann Heinrich Meyers Zeichnung von dem Gothaer Bildhauer Friedrich Wilhelm Eugen Döll geschaffene Euphrosyne-Denkmal aufgestellt werden konnte.
Das Vereinshaus, das 1858  bis 1860 von Carl Heinrich Ferdinand Streichhan geschaffen wurde, ist das heutige Jugend- und Kulturzentrum „mon ami“, Goetheplatz 12. Der Verein wurde 1897 aufgelöst. Das vormalige durch Coudray 1825 bis 1828 errichtete Vereinshaus am Rothäuser Berg wurde 1897 abgerissen. Die Pläne hiervon sind noch erhalten.